# جت (مدينة)
جت (بالعبرية: גַּת) هي إحدى المدن الخمسة الكبرى التي كانت للفلسطيين. كانت تقع شمال شرق فلسطيا. ذكرت في الكتاب المقدس وفي الحوليات المصرية القديمة وفي مخطوطات تل العمارنة. كانت المدينة هي مسقط رأس جالوت الجبار، تصارع عليها اليهود والفلسطيين لعدة سنوات إلى أن انتهى الأمر بها بتدميرها من قبل عزيا ملك يهوذا في القرن الثامن قبل الميلاد.